# Audi Q8 e-tron

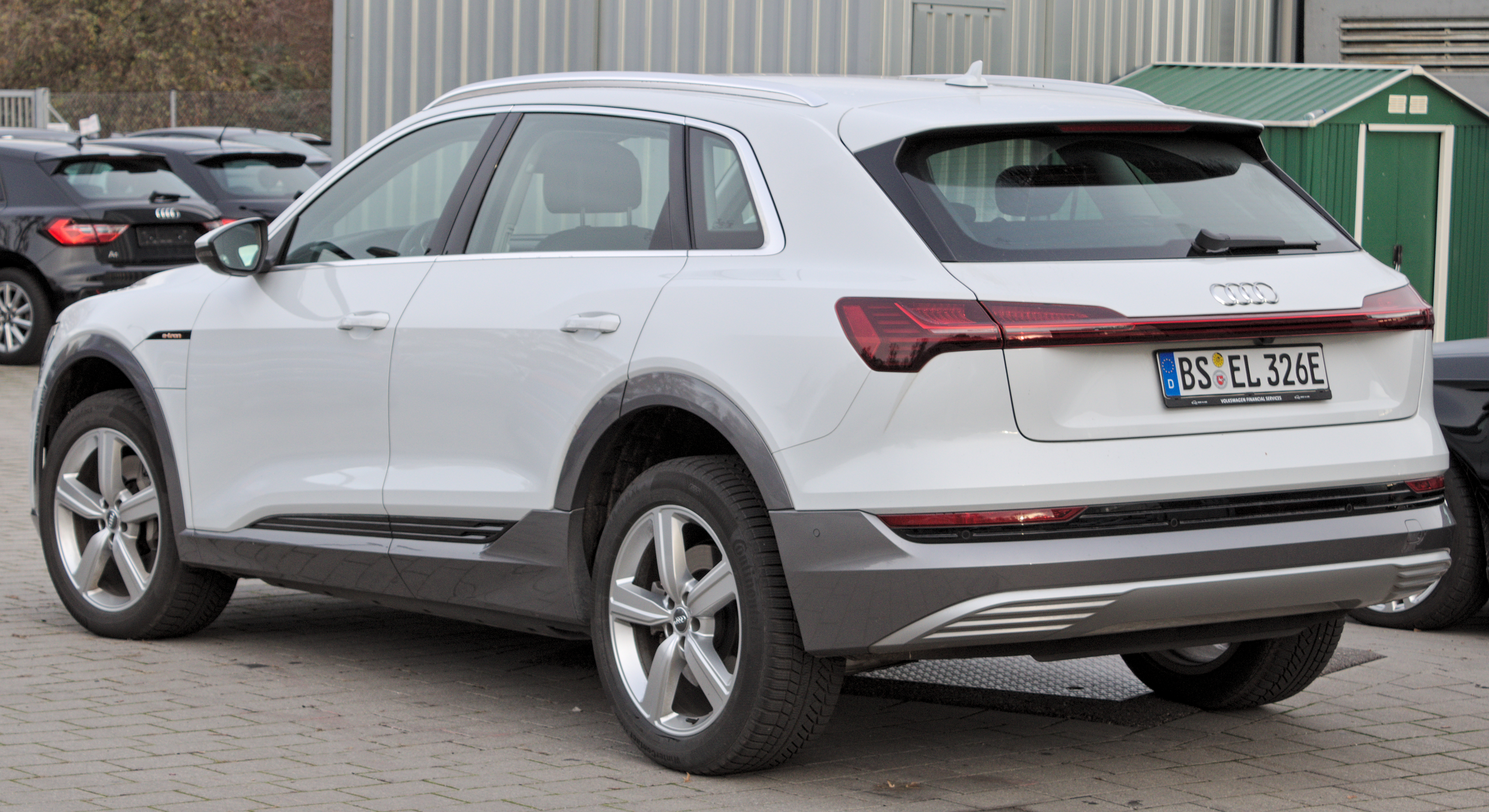
Heckansicht

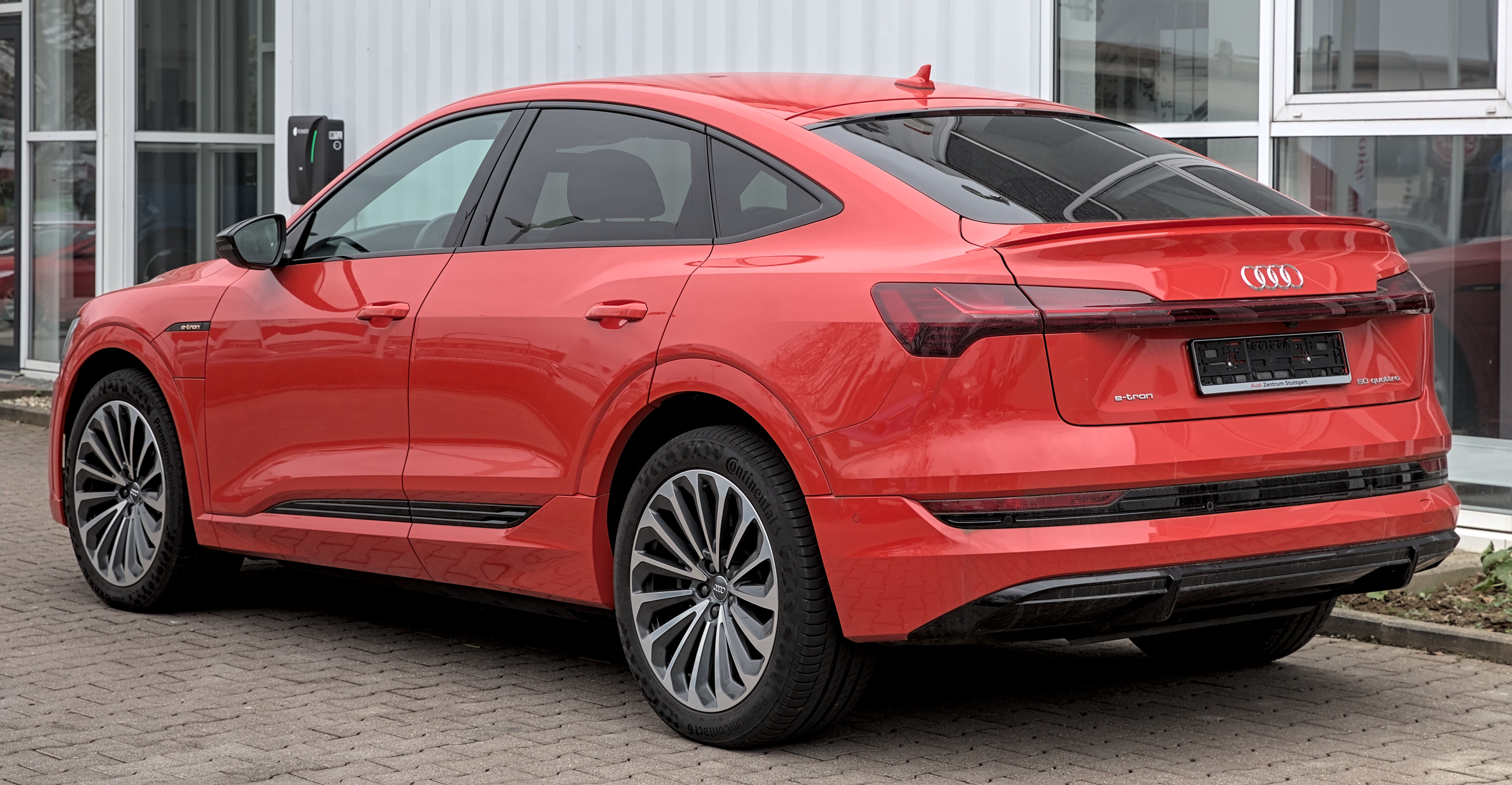
Audi e-tron Sportback (2020–2022)

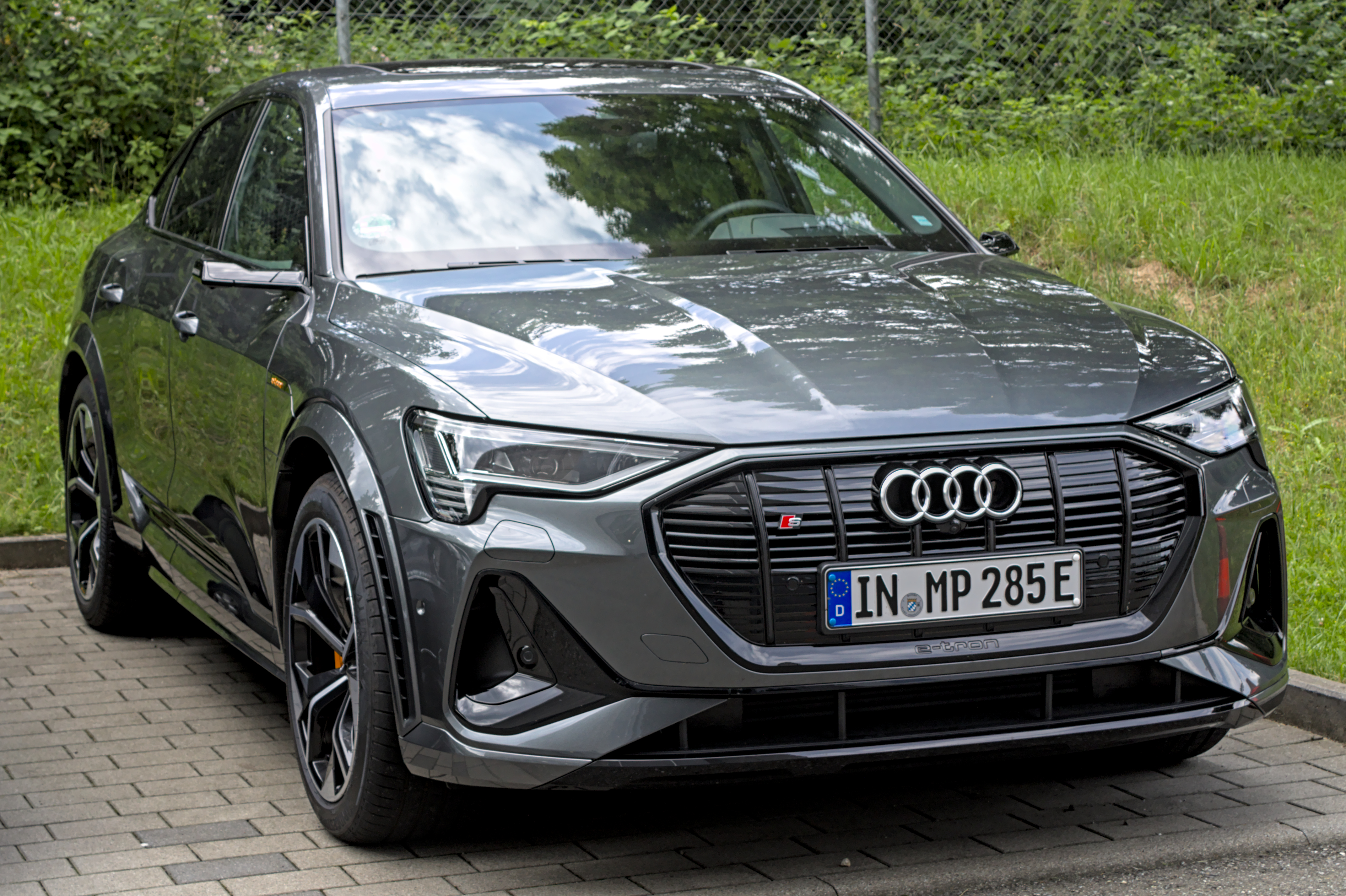
Audi e-tron S Sportback (2020–2022)

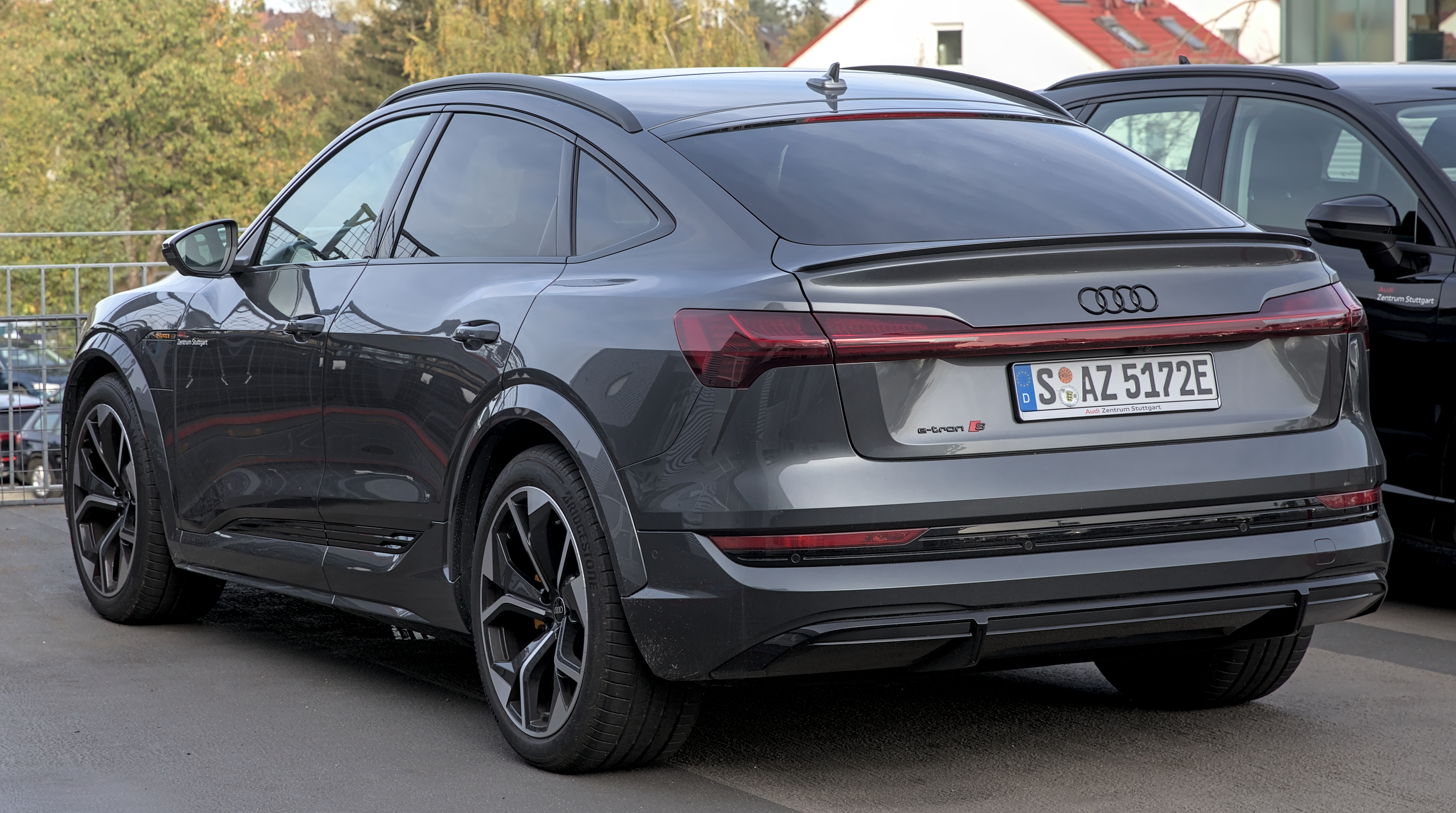
Heckansicht

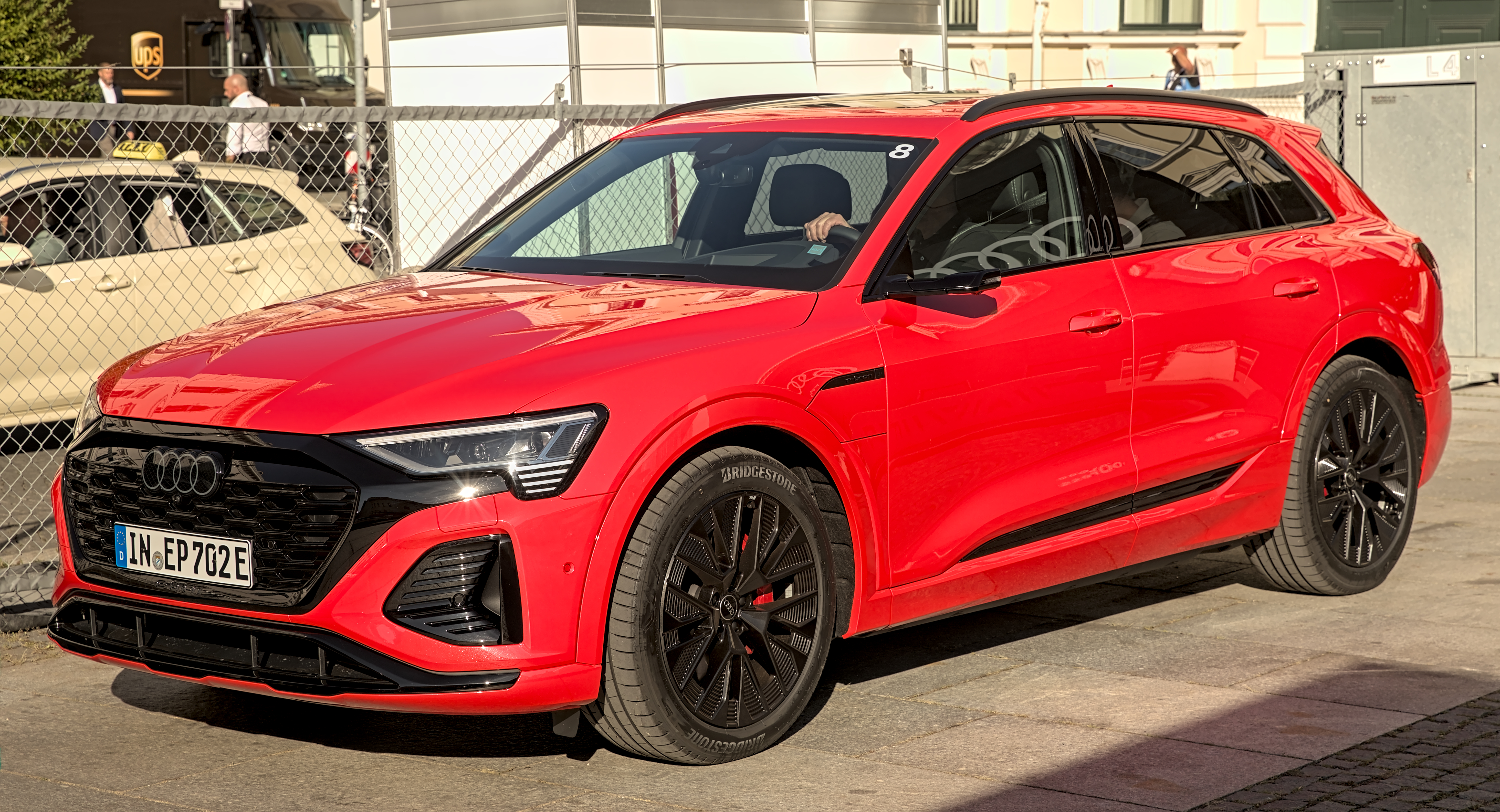
Audi Q8 e-tron (2023–2025)

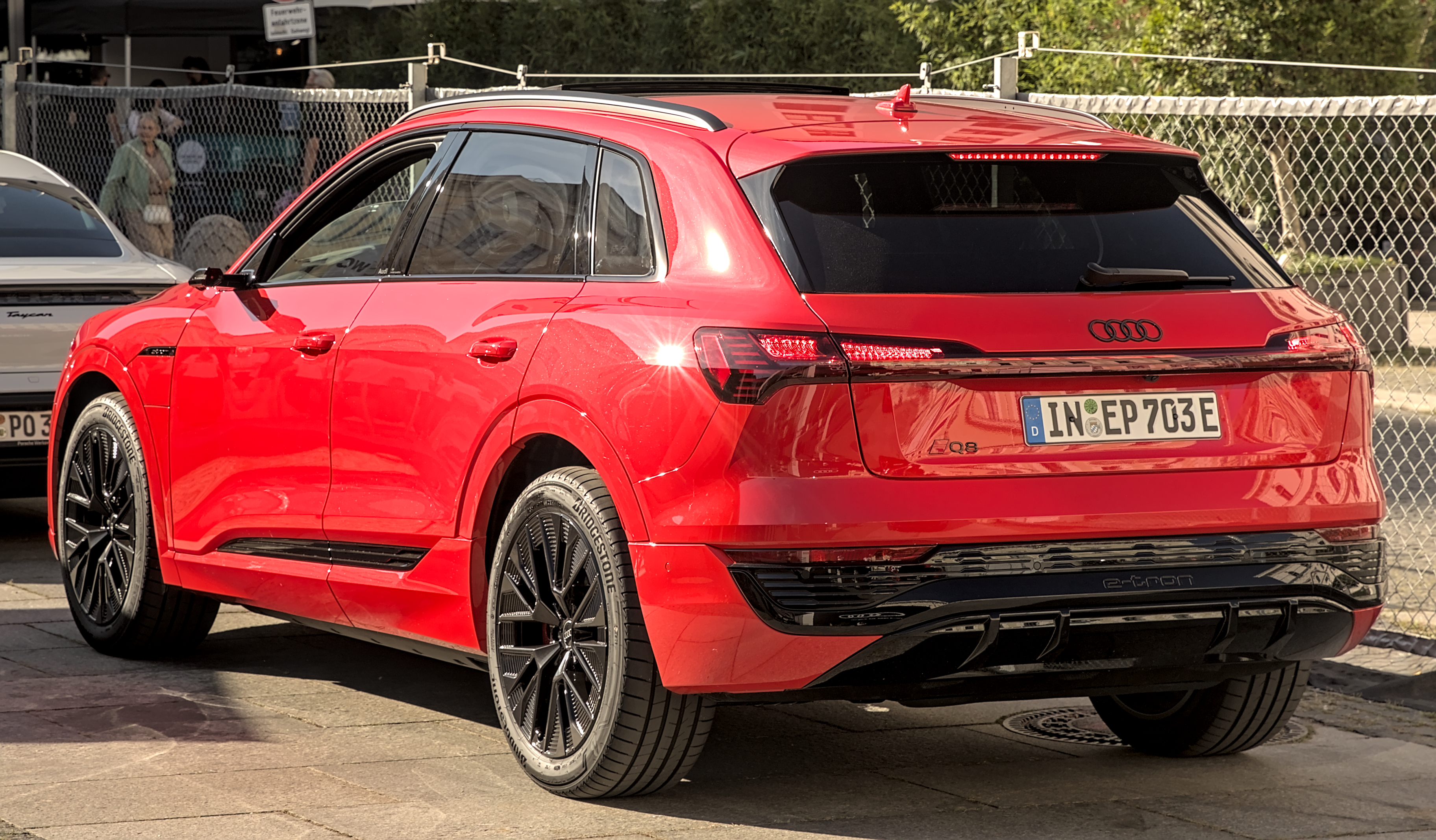
Heckansicht

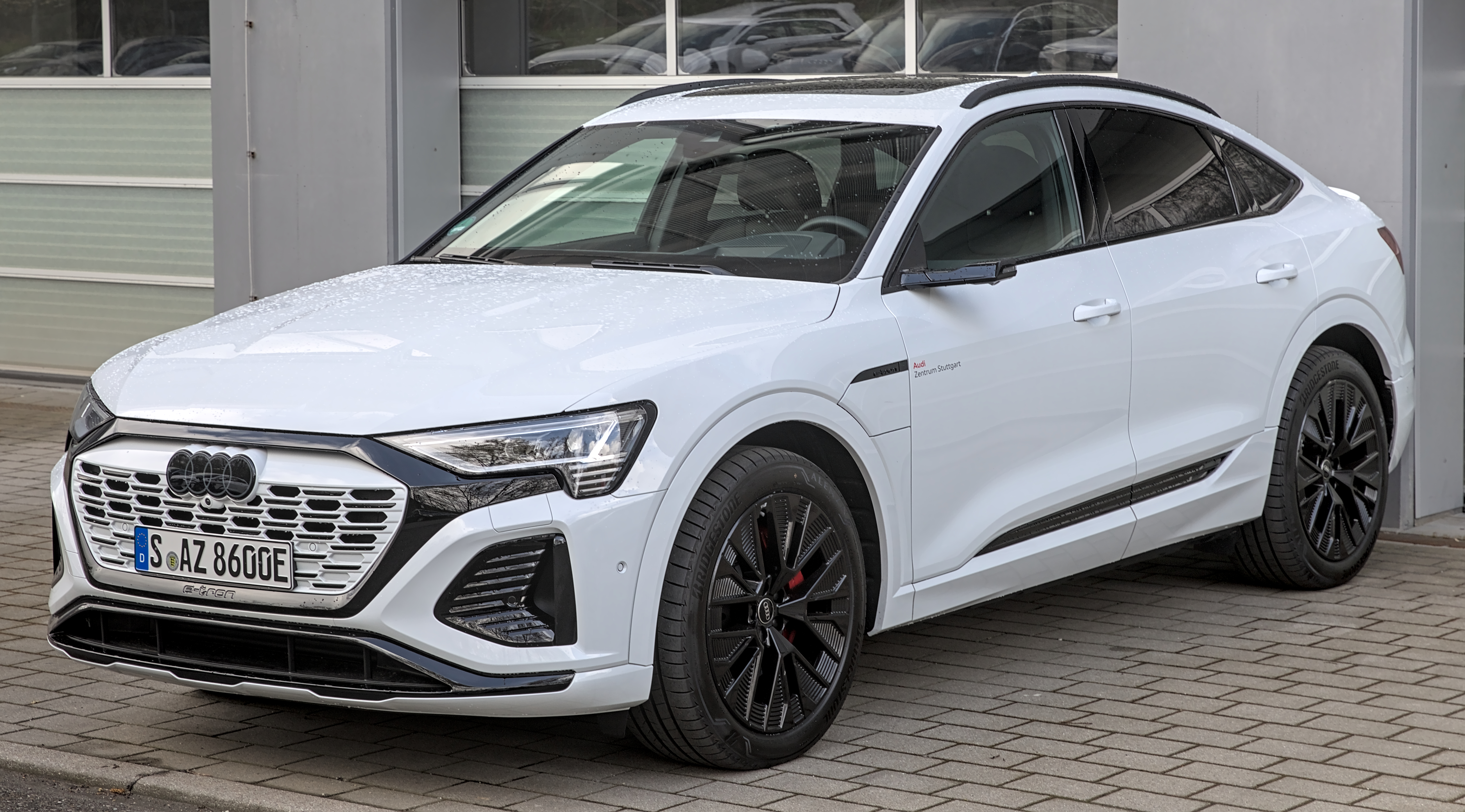
Audi Q8 e-tron Sportback (2023–2025)

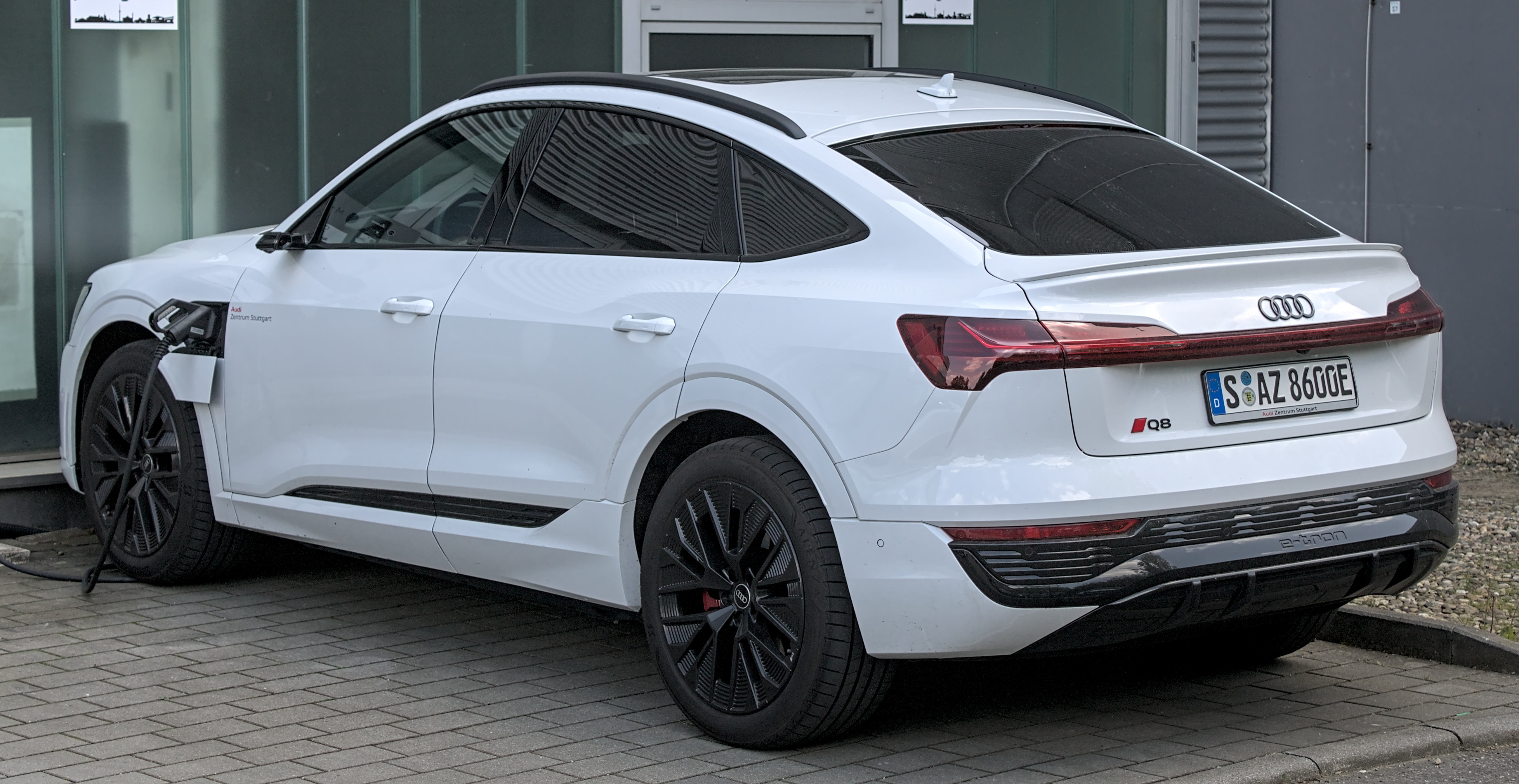
Heckansicht

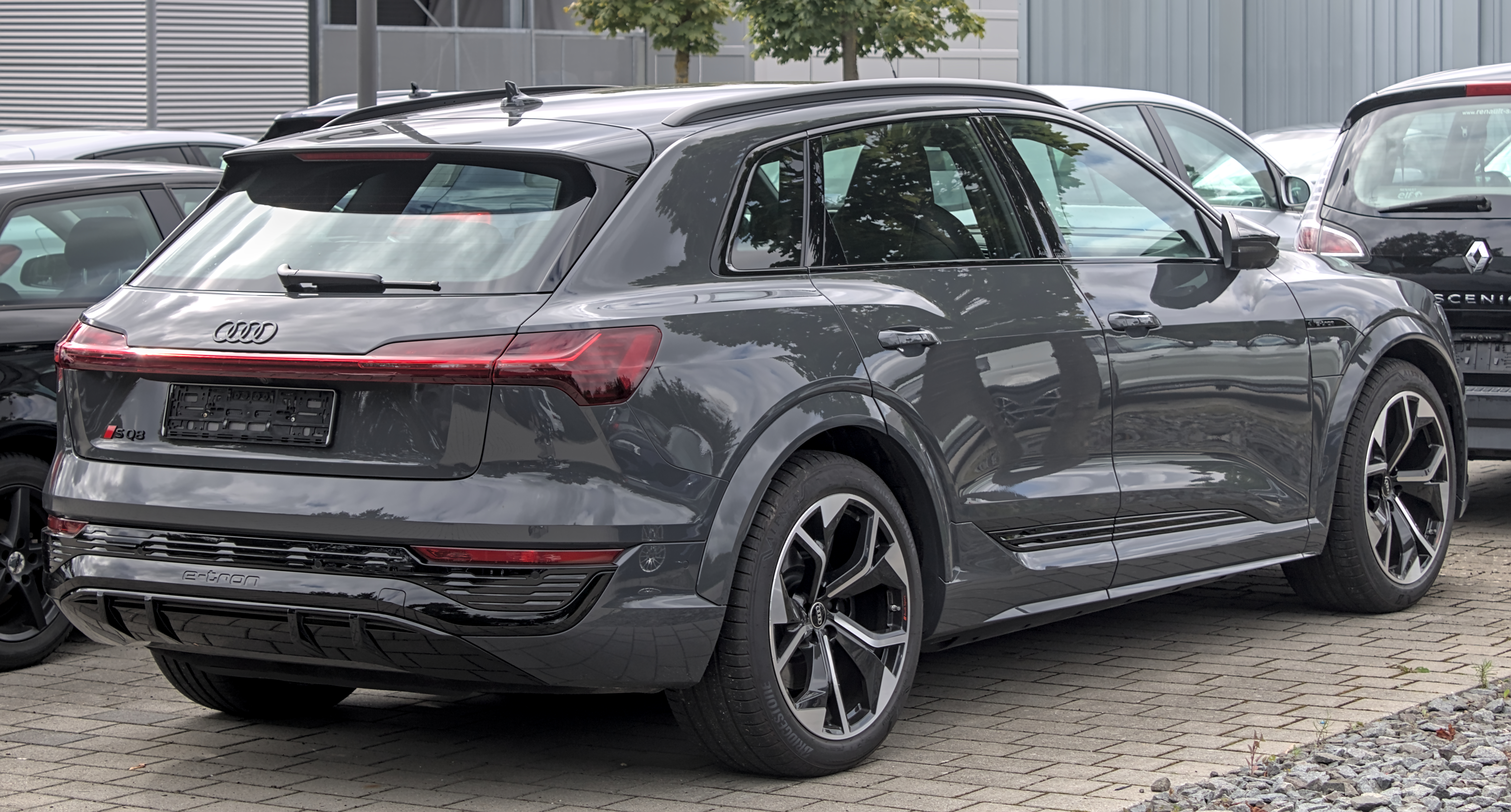
Audi SQ8 e-tron (2023–2025)

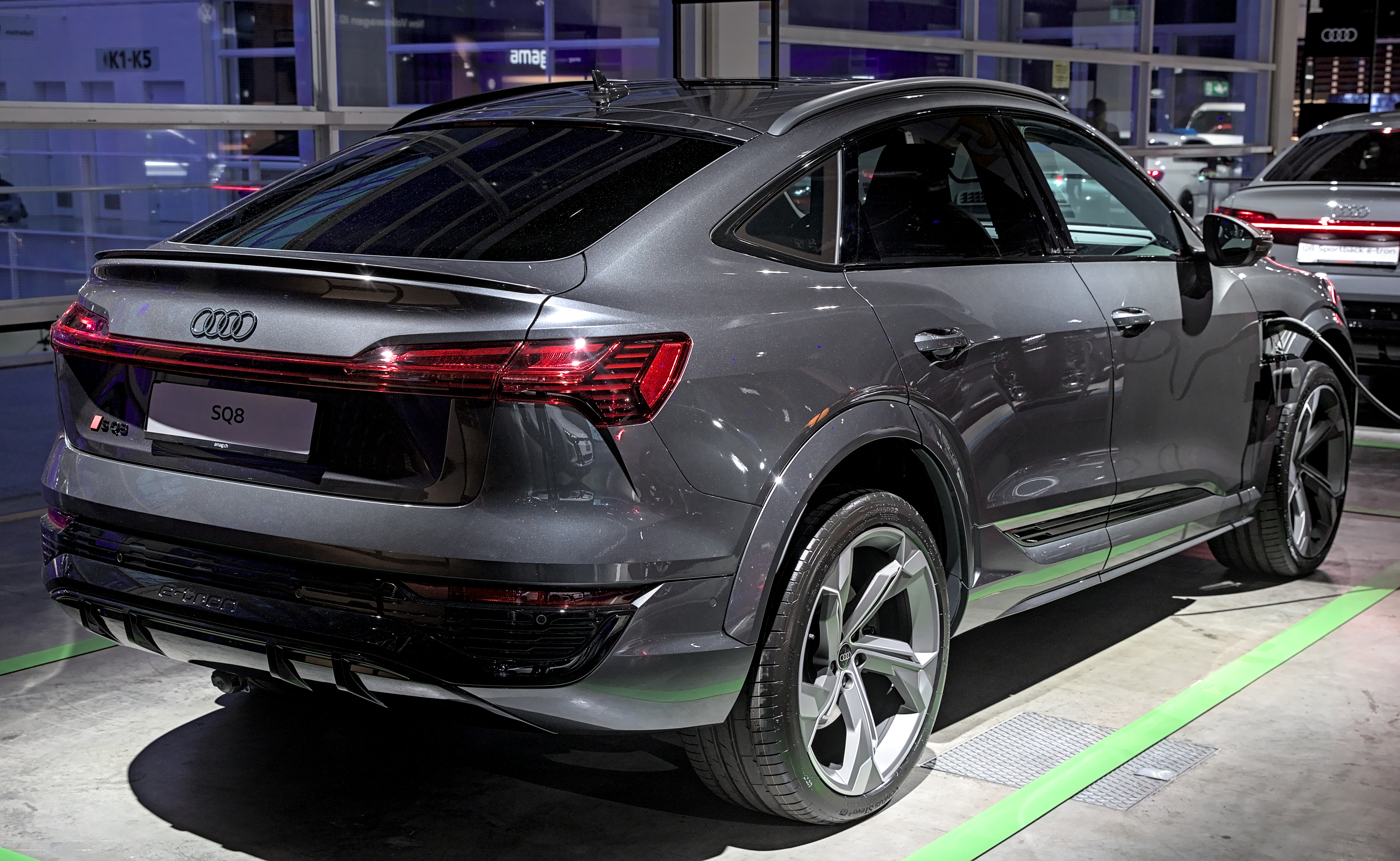
Audi SQ8 e-tron Sportback (2023–2025)

Der Audi Q8 e-tron (interne Typbezeichnung GE) ist ein batterieelektrisch angetriebenes SUV der oberen Mittelklasse der Audi AG. Es gehört zur Reihe e-tron. Das Modell wurde am 17. September 2018 in San Francisco vorgestellt. Die Auslieferung hat im März 2019 begonnen; ursprünglich sollte sie Ende 2018 starten.
Zum Facelift im November 2022 wurde der Name von Audi e-tron bzw. e-tron S auf Q8 e-tron bzw. SQ8 e-tron geändert. Dies hat zur Folge, dass sich auch die Modellbezeichnungen änderten, beispielsweise e-tron 55 quattro auf Q8 55 e-tron.
Ende Oktober 2024 teilte der Finanzvorstand des produzierenden Werkes in Brüssel mit, dass die Produktion des Q8 e-tron Ende Februar 2025 eingestellt wird.

## Geschichte und aktuelle Geschehnisse
Ein erstes Konzeptfahrzeug, der Audi e-tron quattro concept wurde auf der IAA im Herbst 2015 vorgestellt.

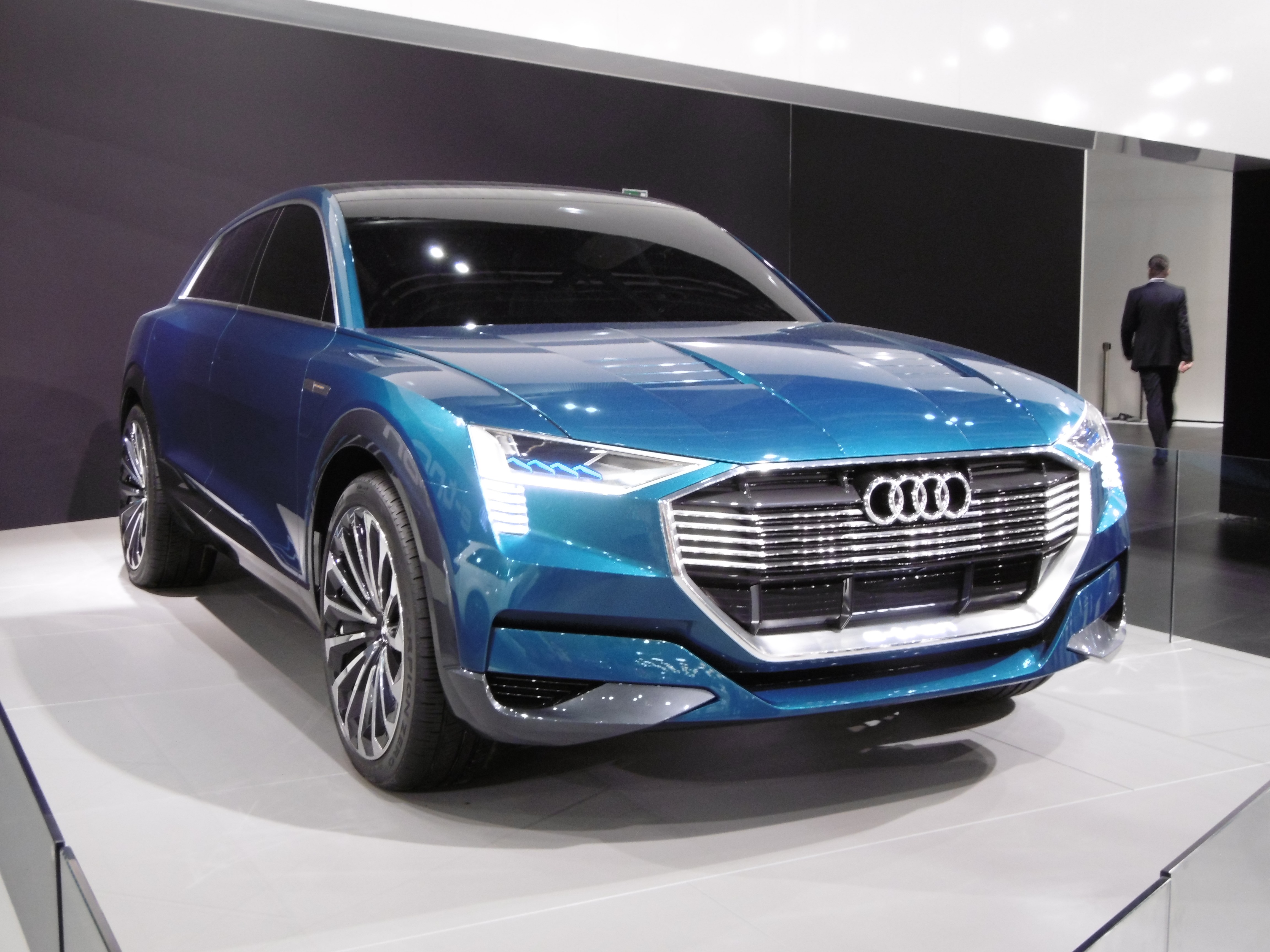
Audi e-tron quattro concept
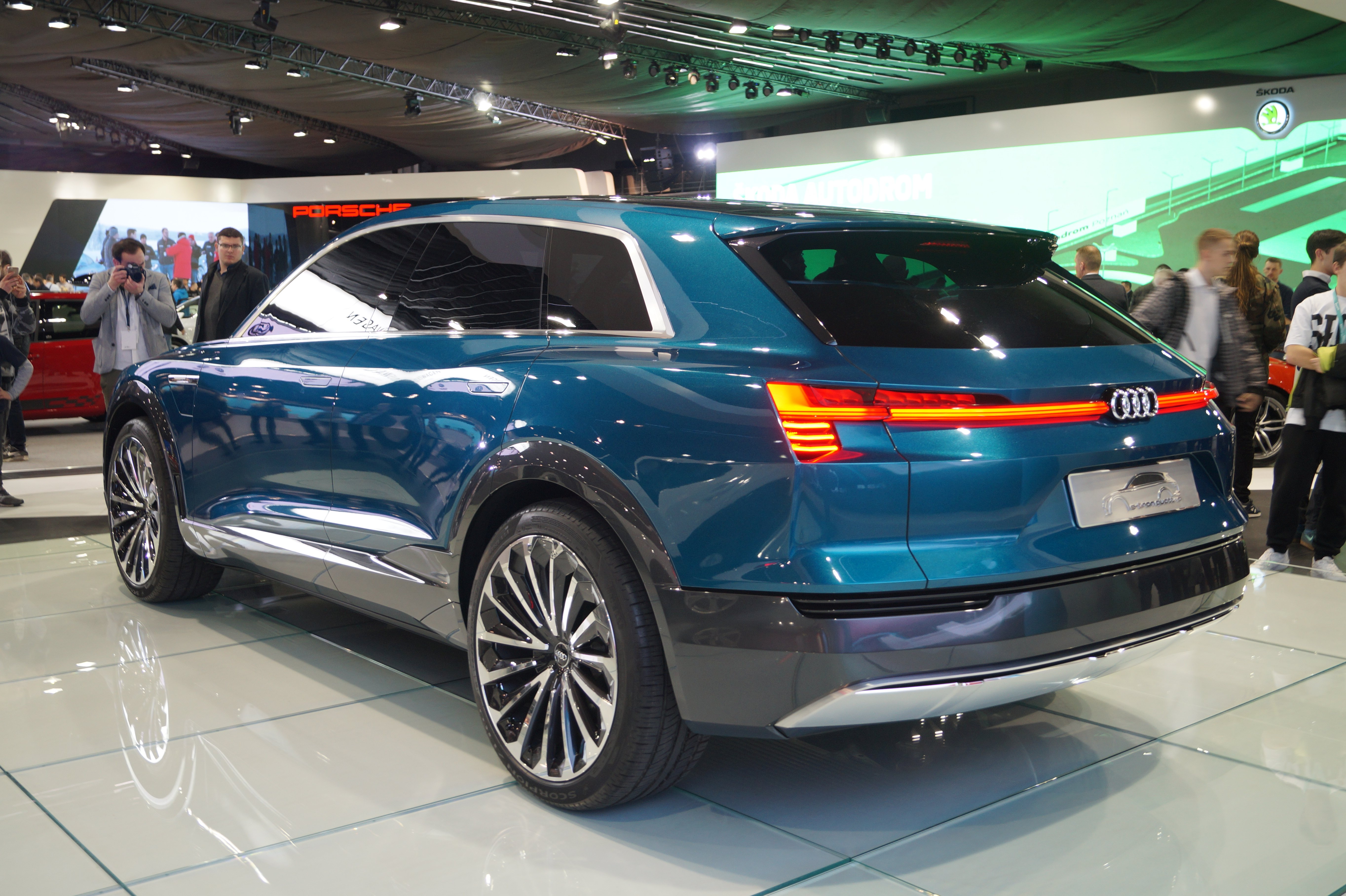
Heckansicht

Ursprünglich sollte das Serienfahrzeug auf dem Audi Summit am 30. August 2018 in Brüssel vorgestellt werden; dieser wurde aber abgesagt.
Die Produktion des Fahrzeugs startete am 3. September 2018 im CO2-neutralen Audi-Werk Brüssel. Die Premiere des Audi e-tron fand am 17. September 2018 in San Francisco statt und die formale Messepremiere auf der Mondial Paris Motorshow im Oktober 2018.
Kurze Zeit später wurde bekannt, dass sich die Auslieferung der ersten Audi e-tron wegen Softwareproblemen um mindestens vier Wochen verzögere. Die ersten Fahrzeuge wurden im März 2019 an Kunden ausgeliefert.
Im Juni 2019 startete Audi eine weltweite Rückrufaktion zum Audi e-tron. Der Grund: durch eine fehlerhafte Dichtung am Niedervoltkabel kann Feuchtigkeit in die Lithium-Ionen-Batterie eindringen. Dies führt zu einem Aufleuchten der orangefarbenen Batterie-Warnleuchte; Schnellladen ist dann nicht mehr möglich. Im schlimmsten Fall sind wegen des in den Akku eingedrungenen Wassers ein Kurzschluss oder ein „thermisches Ereignis“ möglich. Letzteres ist die abstrahierende Beschreibung für einen Brand. Laut Audi ist die Wahrscheinlichkeit einer Undichtigkeit allerdings äußerst gering. Vom Rückruf betroffen waren insgesamt 1650 Fahrzeuge.
Im November 2019 wurde auf der LA Auto Show mit dem Audi e-tron Sportback eine Variante mit flacher auslaufender Dachform vorgestellt. Sie kam im Februar 2020 in den Handel. Gleichzeitig dazu erhielt auch die Variante mit dem steileren Heck eine leichte technische Überarbeitung.
Im Januar 2020 hat Audi im Werk Brüssel, in dem der e-tron gefertigt wird, Kurzarbeit wegen Engpässen bei den Zulieferern für den Einbau der Batterien beantragt. Die Verträge von mindestens 145 Zeitarbeitern wurden nicht verlängert, möglicherweise waren bis zu 250 Zeitarbeiter betroffen.
Ab Januar 2024 konnte die Version Audi Q8 55 e-tron edition Dakar bestellt werden, das sich in einigen Interieur- und Exterieur-Details von der Serienversion unterschied. Das mit All-Terrain-Reifen gelieferte Fahrzeug hat eine um 65 mm erhöhte Bodenfreiheit, breitere Radhausverkleidungen und einen fest installierten Dachkorb für Gepäck, was die Reichweite merklich reduzierte.

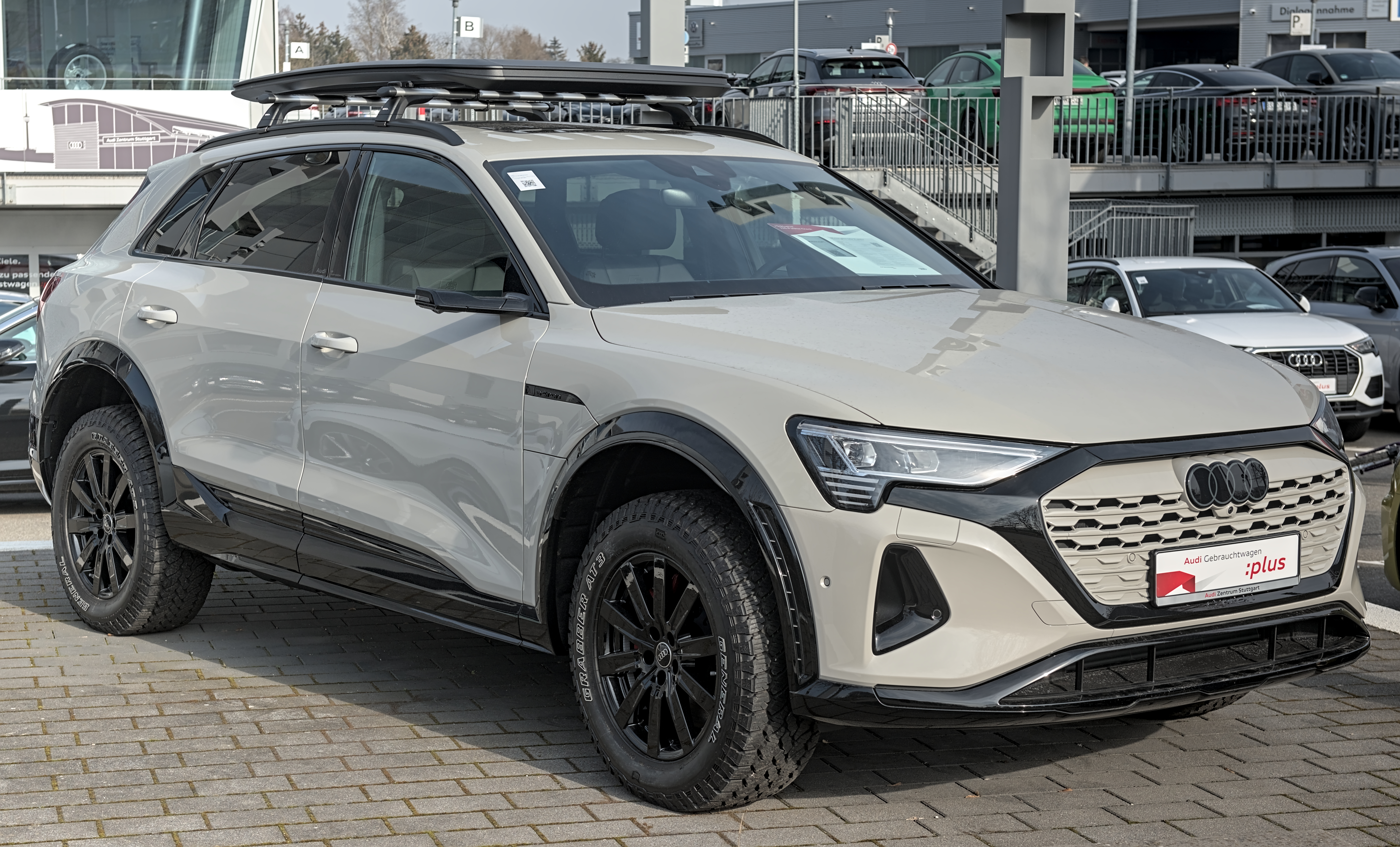
Audi Q8 e-tron edition Dakar
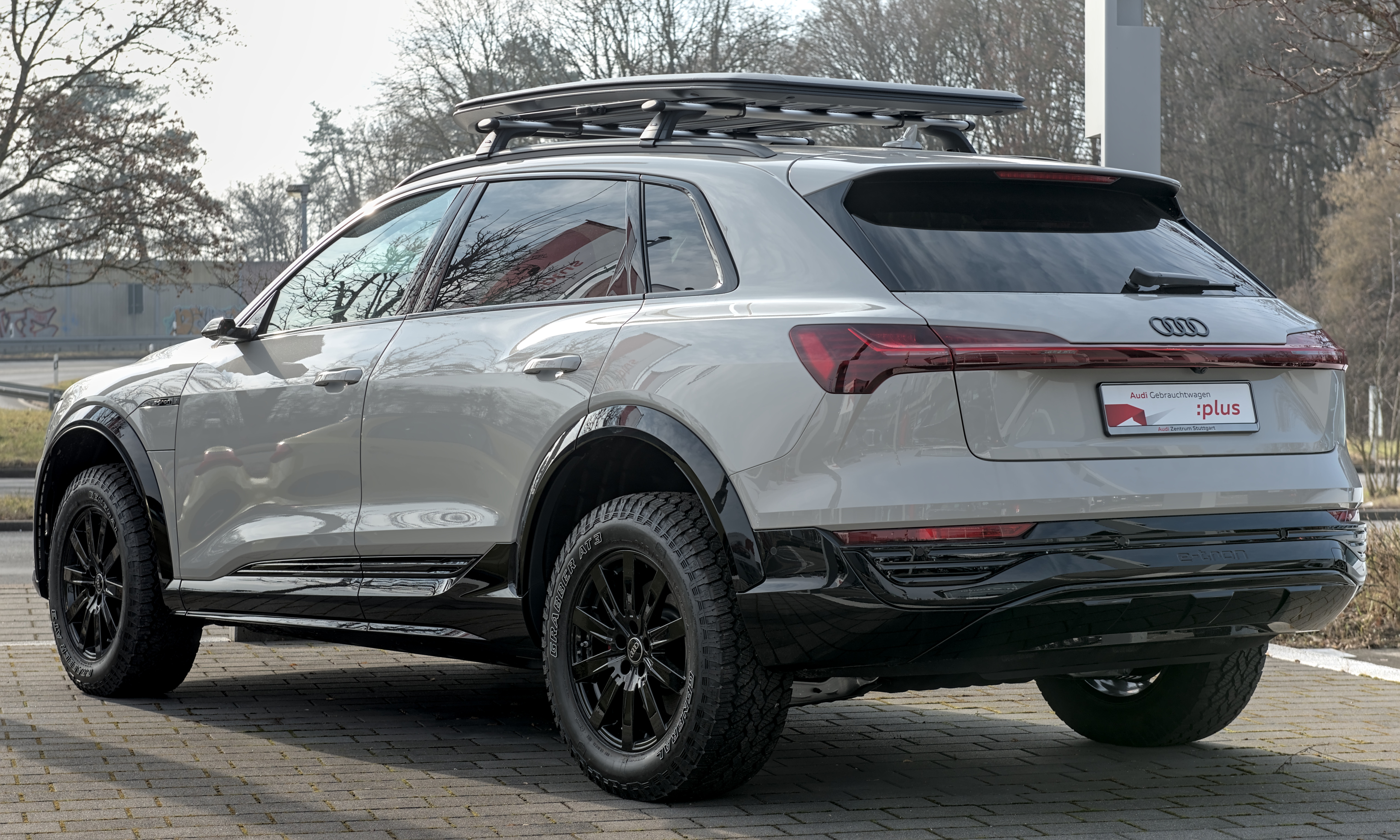
Heckansicht

Am 9. Juli 2024 informierte Audi die Belegschaftsvertreter von Audi Brüssels darüber, dass ein „Informations- und Konsultationsprozess“ nach belgischem Recht anlaufen soll, an dessen Ende die „Einstellung des Betriebs“ des Werks in Brüssel stehen kann. Darüber war angesichts schwacher Absatzzahlen schon lange spekuliert worden. Audi stellte die Produktion des Q8 e-tron Ende Februar 2025 vorzeitig ein.

## Technik

### Karosserie

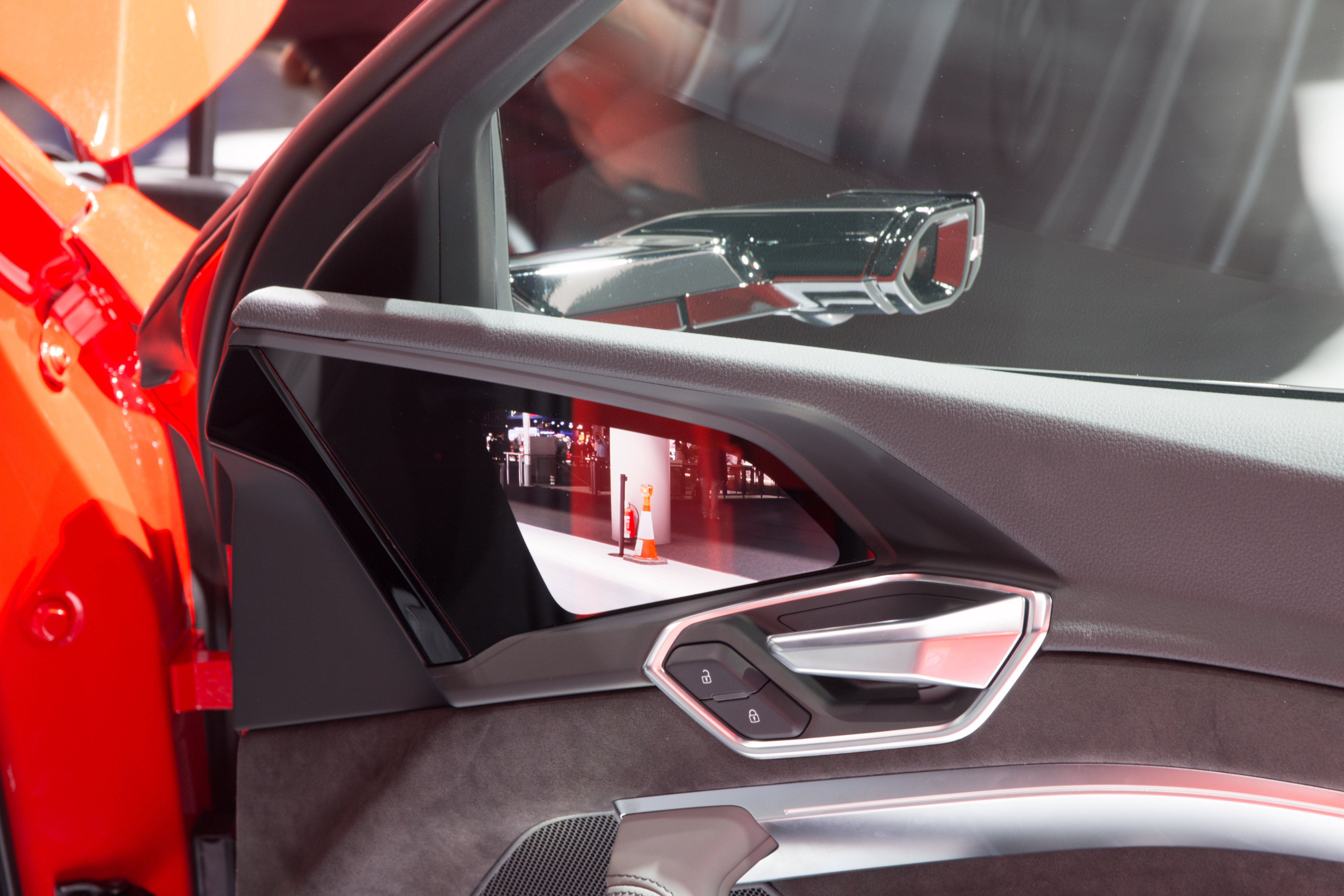
Elektronische Außenspiegel

Das fünfsitzige Sport Utility Vehicle ist 4,90 Meter lang, 1,94 Meter breit (ohne Spiegel) und 1,63 Meter hoch (inkl. Dachantenne). Die Stirnfläche des Fahrzeugs beträgt 2,65 m². Die Leermasse des Fahrzeugs beträgt mit Fahrer 2565 kg. In den Abmessungen unterscheidet sich die Variante „Sportback“ einzig in der Höhe, die hier nur 1616 mm beträgt. In Bezug auf die Außenmaße liegt das Fahrzeug damit zwischen den aktuellen Baureihen der Modelle Q5 und Q7.
Gegen Aufpreis waren digitale Außenspiegel erhältlich. Auf zwei Monitoren in den beiden Vordertüren wird hierbei das Bild der seitlich am Fahrzeug befestigten Kameras angezeigt. In dieser Konfiguration sinkt der cW-Wert von 0,28 auf 0,27. Beim Sportback wird so ein Luftwiderstandsbeiwert von 0,25 erreicht. Die elektronischen Außenspiegel sind noch nicht auf allen Märkten weltweit zulassungsfähig; der e-tron war wahlweise mit konventionellen Außenspiegeln oder mit Kameras erhältlich.

### Antrieb
Der Antrieb erfolgt über die in Vorder- und Hinterachse integrierten Asynchronmaschinen mit einer Systemleistung von 300 kW (408 PS) und einem maximalen Drehmoment von 664 Nm im Boost-Modus, der auf eine Zeitdauer von 8 Sekunden begrenzt ist, in der Fahrstufe „S“. Wird das Fahrzeug nicht im Boost-Modus betrieben, liegt die über 60 Sekunden zur Verfügung stehende Peakleistung bei 265 kW und das maximale Drehmoment bei 561 Nm.
Dabei beträgt die maximale Leistung an der Vorderachse 135 kW (184 PS) und 165 kW (224 PS) an der Hinterachse (jeweils im Boost-Modus). Die Höchstgeschwindigkeit des Fahrzeugs ist elektronisch auf 200 km/h begrenzt; von 0 auf 100 km/h beschleunigt es in 5,7 Sekunden im Boost-Modus, sonst in 6,6 Sekunden. Die Dauerleistung des Fahrzeugantriebs beträgt 100 kW. Das Stirnraddifferential für Vorder- und Hinterachsantrieb kommt von Schaeffler. Bei der Vorderachse liegen die Eingangs- und die Abtriebswelle parallel zueinander (APA250: Asynchronmaschine, achsparallele Anordnung, 250 Nm Drehmoment), bei der Hinterachse wird die Abtriebswelle durch die Antriebswelle in einer koaxialen Bauweise geführt (AKA320: Asynchronmaschine, koaxiale Anordnung, 320 Nm Drehmoment). Getriebe, Asynchronmaschine und Leistungselektronik werden bei Audi Hungaria in Győr (Ungarn) zusammengefügt. Der e-tron 50 quattro hat einige davon abweichende Daten.

### Bremsanlage
Das Fahrzeug hat serienmäßig rundum innenbelüftete Bremsscheiben, die elektrohydraulisch betätigt werden. Der Durchmesser der an der Vorderachse verwendeten ist 375 mm in Kombination mit Sechskolben-Festsätteln, an der Hinterachse 350 mm mit Einkolben-Schwimmsätteln. Beim e-tron S bzw. SQ8 e-tron erhöht sich der Durchmesser an der Vorderachse auf 400 mm.
Sie werden verwendet, falls die negative Beschleunigung mehr als 0,3 g (entspricht 2,9 m/s²) betragen soll. Darunter verzögert das Fahrzeug mittels elektrischer Rekuperation. Da Audi davon ausgeht, dass die Reibbremsen im Fahralltag selten eingesetzt werden müssen und damit Rost ansetzen würden, hat das Fahrzeug eine automatische Bremsreinigungsfunktion. Das Auto ist das erste reine Elektro-Großserienfahrzeug mit brake-by-wire.

### Antriebsbatterie

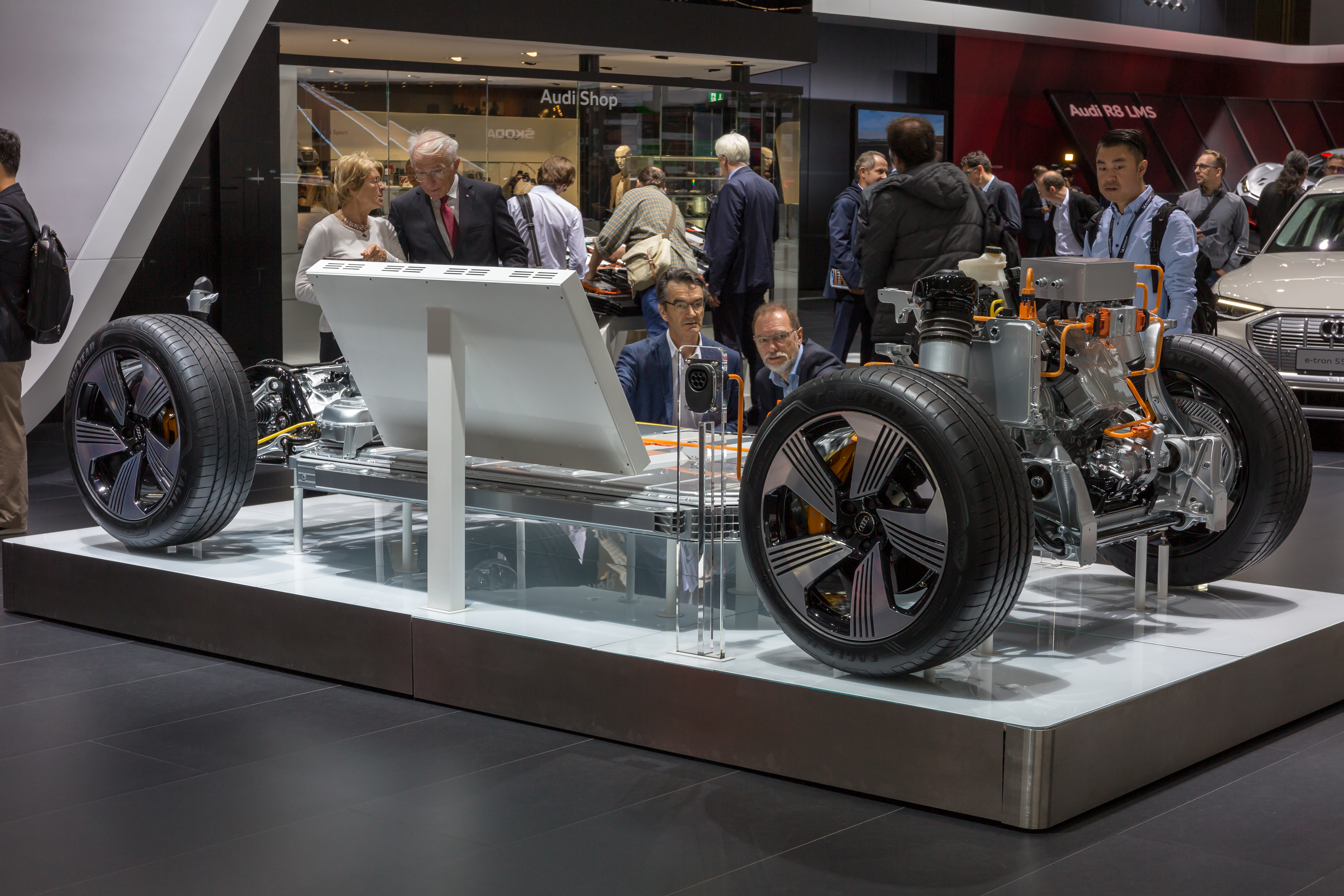
Antrieb und Batterien

Die Antriebsbatterie des e-tron ist ein Lithium-Ionen-Akkumulator mit NMC-Zellchemie.
Der e-tron 55 quattro verfügt über eine Batterie mit einem Nenn-Energieinhalt von 95 kWh, davon 83,6 kWh nutzbar. Sie besteht aus 432 Pouch-Zellen des koreanischen Zulieferers LG Chem und wiegt insgesamt 699,4 Kilogramm. Die Batterie enthält 36 Module mit jeweils 12 Zellen. Eine Zelle hat eine Kapazität von 60 Ah. Insgesamt ergibt sich durch die Parallelschaltung von je vier Zellen eine Nennkapazität von 240 Ah. Die Nennspannung der Batterie liegt bei 396 V. Im Rahmen einer kleinen Überarbeitung wurde Ende 2019 der nutzbare Energieinhalt auf 86,5 kWh erhöht.
Der e-tron 50 quattro verfügt über eine Batterie mit einem Nenn-Energieinhalt von 71 kWh, davon 64,7 kWh nutzbar. Sie besteht aus 324 prismatischen Zellen des koreanischen Zulieferers Samsung SDI.
Die Antriebsbatterie wird über einen Wasser-Glykol-Kreislauf aktiv gekühlt bzw. beheizt.
Mit dem Facelift und der Umbenennung in Q8 e-tron wurde beim Q8 e-tron 55 die NCA-Zellchemie genutzt. Der Nenn-Energieinhalt stieg auf 114 kWh, von denen 106 kWh nutzbar sind. Der Q8 e-tron 50 erhielt die gleiche Batterie, die das Vor-Facelift e-tron 55 verwendete. Eingesetzt wurde die gleiche NMC-Batterie mit 95 kWh. Der nutzbare Energieinhalt stieg jedoch von 86,5 kWh auf 89 kWh.

### Ladetechnik
Der e-tron kann über das Onboard-Ladegerät mit bis zu 11 kW (3×230 V, 16 A dreiphasig) an einem Drehstromanschluss (AC) geladen werden. Optional ist ab 2020 auch ein zweites Ladegerät verfügbar, sodass sich eine Ladeleistung von bis zu 22 kW (3×230 V, 32 A dreiphasig) ergibt. Die maximale Ladeleistung an CCS-Schnellladestationen beträgt 150 kW (DC) für den Audi e-tron 55 quattro und 120 kW (DC) für den Audi e-tron 50 quattro.
Mit dem Facelift im November 2022 stiegen die DC-Ladeleistungen beider Fahrzeugversionen an. Der Q8 e-tron 50 lädt mit maximal 150 kW, der Q8 e-tron 55 mit maximal 170 kW.
Serienmäßig verfügt der e-tron über eine Ladebuchse auf der Fahrerseite. Hierüber ist AC und DC-Ladung möglich. Gegen Aufpreis ist auch auf der Beifahrerseite eine Ladebuchse verfügbar, diese verfügt jedoch nur über AC. Es ist nicht möglich, über beide Ladebuchsen gleichzeitig zu laden.

### Energieverbrauch
Die Reichweite des mit einem 95 kWh großen Lithium-Ionen-Akkumulator bestückten Modells beträgt ausstattungsabhängig bis zu 417 Kilometer nach WLTP-Zyklus. Der Energieverbrauch nach WLTP ist 22,6–26,2 kWh/100 km. Im Herbst 2019 wurde die Reichweite des e-tron 55 quattro auf bis zu 436 km erhöht, der Stromverbrauch nach WLTP beträgt nun 22,4–26,4 kWh/100 km. Die von EPA gemessene äqvivalente Kraftstoffeffizienz ist 74 MPGe (= "Miles per gallon gasoline equivalent"), wobei eine Energiemenge von 33,7 kWh einer Gallone an Benzin entspricht.
Mit dem Facelift konnte Audi die Reichweiten merklich erhöhen. Nach Angaben von Audi sind dafür neben der Erhöhung der nutzbaren Energieinhalte Verbesserungen an der Karosserie und den Motoren verantwortlich.

## Garantieregelung
Audi gewährt beim Kauf eines Neufahrzeuges eine Herstellergarantie von 2 Jahren ohne Kilometerbegrenzung für alle Modelle, die mit einer Anschlussgarantie in Form einer kostenpflichtigen Sonderausstattung auf bis zu 5 Jahre und maximal 150.000 km Laufleistung verlängert werden kann.

## Technische Daten
|                                                   | e-tron 50 quattro                       | Q8 50 e-tron                            | e-tron 55 quattro                       | e-tron 55 quattro                       | Q8 55 e-tron                            | Q8 55 e-tron edition Dakar              | e-tron S                                | SQ8 e-tron                              |
| ------------------------------------------------- | --------------------------------------- | --------------------------------------- | --------------------------------------- | --------------------------------------- | --------------------------------------- | --------------------------------------- | --------------------------------------- | --------------------------------------- |
| Bauzeitraum                                       | 11/2019–10/2022                         | 11/2022–02/2025                         | 09/2018–11/2019                         | 11/2019–10/2022                         | 11/2022–02/2025                         | 01/2024–02/2025                         | 11/2019–10/2022                         | 11/2022–02/2025                         |
| Motorkenndaten                                    |                                         |                                         |                                         |                                         |                                         |                                         |                                         |                                         |
| Motorbauart                                       | 2× Asynchronmaschine                    | 2× Asynchronmaschine                    | 2× Asynchronmaschine                    | 2× Asynchronmaschine                    | 2× Asynchronmaschine                    | 2× Asynchronmaschine                    | 3× Asynchronmaschine                    | 3× Asynchronmaschine                    |
| Motorbaureihe Vorderachse                         | APA250                                  |                                         | APA250                                  | APA250                                  |                                         |                                         | APA320                                  |                                         |
| Motorbaureihe Hinterachse                         | AKA320                                  |                                         | AKA320                                  | AKA320                                  |                                         |                                         | 2× ATA250                               |                                         |
| max. Systemleistung                               | 230 kW (313 PS)                         | 250 kW (340 PS)                         | 300 kW (408 PS)                         | 300 kW (408 PS)                         | 300 kW (408 PS)                         | 300 kW (408 PS)                         | 370 kW (503 PS)                         | 370 kW (503 PS)                         |
| Dauerleistung                                     | 100 kW (136 PS)                         | 100 kW (136 PS)                         | 100 kW (136 PS)                         | 100 kW (136 PS)                         | 100 kW (136 PS)                         | 100 kW (136 PS)                         | 140 kW (190 PS)                         | 140 kW (190 PS)                         |
| Leistung, Vorderachse, Peak                       |                                         |                                         | 125 kW (170 PS)                         | 125 kW (170 PS)                         |                                         |                                         | 129 kW (175 PS)                         | 124 kW (169 PS)                         |
| …, im Boost-Mode                                  | –                                       |                                         | 135 kW (184 PS)                         | 135 kW (184 PS)                         |                                         |                                         | 157 kW (213 PS)                         |                                         |
| Leistung, Hinterachse, Peak                       |                                         |                                         | 140 kW (190 PS)                         | 140 kW (190 PS)                         |                                         |                                         | 2× 102 kW (139 PS)                      | 2× 98 kW (133 PS)                       |
| …, im Boost-Mode                                  | –                                       |                                         | 165 kW (224 PS)                         | 165 kW (224 PS)                         |                                         |                                         | 2× 138 kW (188 PS)                      |                                         |
| max. Systemdrehmoment                             | 540 Nm                                  | 664 Nm                                  | 664 Nm                                  | 664 Nm                                  | 664 Nm                                  | 664 Nm                                  | 973 Nm                                  | 973 Nm                                  |
| Drehmoment, Vorderachse, Peak                     |                                         |                                         | 247 Nm                                  | 247 Nm                                  |                                         |                                         | 314 Nm                                  |                                         |
| …, im Boost-Mode                                  | –                                       | 309 Nm                                  | 309 Nm                                  | 309 Nm                                  | 309 Nm                                  | 309 Nm                                  | 355 Nm                                  | 355 Nm                                  |
| Drehmoment, Hinterachse, Peak                     |                                         |                                         | 314 Nm                                  | 314 Nm                                  |                                         |                                         | 2× 247 Nm                               |                                         |
| …, im Boost-Mode                                  | –                                       | 355 Nm                                  | 355 Nm                                  | 355 Nm                                  | 355 Nm                                  | 355 Nm                                  | 2× 309 Nm                               | 2× 309 Nm                               |
| Kraftübertragung                                  |                                         |                                         |                                         |                                         |                                         |                                         |                                         |                                         |
| Antriebsart                                       | elektrischer Allradantrieb              | elektrischer Allradantrieb              | elektrischer Allradantrieb              | elektrischer Allradantrieb              | elektrischer Allradantrieb              | elektrischer Allradantrieb              | elektrischer Allradantrieb              | elektrischer Allradantrieb              |
| Getriebe                                          | zweistufig übersetztes Eingang-Getriebe | zweistufig übersetztes Eingang-Getriebe | zweistufig übersetztes Eingang-Getriebe | zweistufig übersetztes Eingang-Getriebe | zweistufig übersetztes Eingang-Getriebe | zweistufig übersetztes Eingang-Getriebe | zweistufig übersetztes Eingang-Getriebe | zweistufig übersetztes Eingang-Getriebe |
| Getriebeübersetzung, Vorderachse / Hinterachse    | 9,205 : 1 / 9,083 : 1                   | 9,205 : 1 / 9,083 : 1                   | 9,205 : 1 / 9,083 : 1                   | 9,205 : 1 / 9,083 : 1                   | 9,205 : 1 / 9,083 : 1                   | 9,205 : 1 / 9,083 : 1                   | 9,205 : 1 / 9,083 : 1                   | 9,205 : 1 / 9,083 : 1                   |
| Antriebsbatterie                                  |                                         |                                         |                                         |                                         |                                         |                                         |                                         |                                         |
| Energieinhalt, brutto / netto                     | 71 kWh / 64,7 kWh                       | 95 kWh / 89 kWh                         | 95 kWh / 86,5 kWh                       | 95 kWh / 86,5 kWh                       | 114 kWh / 106 kWh                       | 114 kWh / 106 kWh                       | 95 kWh / 86,5 kWh                       | 114 kWh / 106 kWh                       |
| Messwerte                                         |                                         |                                         |                                         |                                         |                                         |                                         |                                         |                                         |
| Leergewicht mit Fahrer                            | 2445 kg                                 | 2585 kg                                 | 2565 kg                                 | 2565 kg                                 | 2595 kg                                 | 2665 kg                                 | 2695 kg                                 | 2725 kg                                 |
| max. Zuladung                                     | 595 kg                                  | 585 kg                                  | 565 kg                                  | 565 kg                                  | 585 kg                                  | 515 kg                                  | 550 kg                                  | 565 kg                                  |
| Anhängelast ungebremst/gebremst                   | 750/1800 kg                             | 750/1800 kg                             | 750/1800 kg                             | 750/1800 kg                             | 750/1800 kg                             | 750/1800 kg                             | 750/1800 kg                             | 750/1800 kg                             |
| Akkumulatorgewicht                                |                                         |                                         | 699 kg                                  | 699 kg                                  |                                         |                                         | 699 kg                                  |                                         |
| Beschleunigung, 0–100 km/h                        | 6,8 s                                   | 7,0 s                                   | 6,6 s                                   | 6,6 s                                   | 6,5 s                                   | 6,7 s                                   | 5,1 s                                   | 5,1 s                                   |
| …, im Boost-Mode                                  | –                                       | 6,0 s                                   | 5,7 s                                   | 5,7 s                                   | 5,6 s                                   | 5,8 s                                   | 4,5 s                                   | 4,5 s                                   |
| Höchstgeschwindigkeit                             | 190 km/h                                | 200 km/h                                | 200 km/h                                | 200 km/h                                | 200 km/h                                | 200 km/h                                | 210 km/h                                | 210 km/h                                |
| Energieverbrauch nach WLTP auf 100 km, kombiniert | 21,6–26,6 kWh                           | 19,5–24,0 kWh                           | 22,6–26,2 kWh                           | 22,4–26,4 kWh                           | 19,9–24,4 kWh                           | 25,0–25,4 kWh                           | 26,4–28,4 kWh                           | 25,2–28,0 kWh                           |
| Reichweite nach WLTP                              | 283–341 km                              | 491–505 km                              | 358–417 km                              | 358–436 km                              | 582–600 km                              | 476–482 km                              | 364–370 km                              | 426–476 km                              |
| Ladedauer AC, Typ 2, auf 100 %                    |                                         |                                         |                                         |                                         |                                         |                                         |                                         |                                         |
| …, 2,3 kW Ladeleistung                            | 36 h                                    | 48 h                                    | -                                       | 48 h                                    | 57 h                                    | 57 h                                    | 48 h                                    | 57 h                                    |
| …, 11 kW Ladeleistung                             | 7 h                                     | 9 h 15 min                              | 8 h 30 min                              | 9 h 15 min                              | 11 h 30 min                             | 11 h 30 min                             | 9 h 15 min                              | 11 h 30 min                             |
| …, 22 kW Ladeleistung                             | 3 h 30 min                              | 4 h 45 min                              | 4 h 30 min                              | 4 h 45 min                              | 6 h                                     | 6 h                                     | 4 h 45 min                              | 6 h                                     |
| Ladedauer DC, CCS, bis 80 %                       |                                         |                                         |                                         |                                         |                                         |                                         |                                         |                                         |
| …, 120 kW Ladeleistung                            | 30 min                                  | –                                       | –                                       | –                                       | –                                       | –                                       | –                                       | –                                       |
| …, 150 kW Ladeleistung                            | –                                       | 28 min                                  | 30 min                                  | 30 min                                  | –                                       | –                                       | 30 min                                  | –                                       |
| …, 170 kW Ladeleistung                            | –                                       | –                                       | –                                       | –                                       | 31 min                                  | 31 min                                  | –                                       | 31 min                                  |

## Absatzzahlen

### Produktion
Im Jahr 2019 wurden insgesamt 43.376 Audi e-tron produziert. In den Folgejahren lag die Fahrzeugproduktion trotz der COVID-19-Pandemie und der Chipkrise auf gleichem Niveau. Details siehe Tabelle:
| Jahr  | Stückzahl | Quelle |
| ----- | --------- | ------ |
| 2018  | 2.425     | [ 44 ] |
| 2019  | 43.376    | [ 44 ] |
| 2020  | 43.157    | [ 45 ] |
| 2021  | 43.866    | [ 46 ] |
| 2022  | 50.302    | [ 47 ] |
| 2023  | 49.001    | [ 48 ] |
| 2024  | 15.193    | [ 49 ] |
| Summe | 247.320   |        |

### Weltweite Verkaufszahlen
2023 wurde der Audi Q8 e-tron weltweit 49.000 mal verkauft.
|  |

|  |

|  |

|  |

|  |

|  |

|  |

|  |

|  |

|  |

|  |

|  |

|  |

|  |

|  |

|  |

|  |

|  |

|  |

|  |

|  |

|  |

|  |

|  |

|  |

|  |

|  |

|  |

|  |

|  |

|  |

|  |

|  | Q8 e-tron (100.200) |

|  | Q8 e-tron (100.200) |

### Zulassungszahlen in Deutschland
Seit dem Marktstart 2019 bis einschließlich Juli 2025 sind in der Bundesrepublik Deutschland insgesamt 48.172 Audi e-tron, Audi Q8 e-tron und Audi SQ8 e-tron neu zugelassen worden. Mit 13.253 Einheiten war 2022 das erfolgreichste Verkaufsjahr.
|  |

|  |

|  |

|  |

|  |

|  |

|  |

|  |

|  |

|  |

|  |

|  |

|  |

|  |

|  |

|  |

|  |

|  |

|  |

|  |

|  |

|  |

|  |

|  |

|  |

|  |

|  |

|  |

|  |

|  |

|  |

|  |

|  |

|  |

|  |

|  |

|  |

|  |

|  |

|  |

|  |

|  |

|  |

|  |

|  |

|  |

|  |

|  |

|  |

|  |

|  |

|  |

|  |

|  |

|  |

|  |

|  |

|  |

|  |

|  |

|  |

|  |

|  |

|  |

|  |

|  |

|  |

|  |

|  |

|  |

|  |

|  |

|  |

|  |

|  |

|  |

|  |

|  |

|  |

|  |

|  |

|  |

|  |

|  |

|  |

|  |

|  |

|  |

|  |

|  |

|  |

|  |

|  |

|  |

|  |

|  |

|  |

|  |

|  |

|  |

|  |

|  |

|  |

|  |

|  |

|  |

|  |

|  |

|  |

|  |

|  |

|  |

|  | Elektro (48.172) |

|  | Elektro (48.172) |